# Berliner Zimmer

Grundrisse mit Berliner Zimmern (als „BZ“ markiert)

Als Berliner Zimmer bezeichnet man seit der zweiten Hälfte des 19. Jahrhunderts solchen Wohnraum, der das Vorderhaus mit dem Seitenflügel eines Gebäudes bzw. den Seitenflügel mit dem Hinterhaus verbindet. Es handelt sich um einen großen Raum, der trotz seiner Größe nur über ein einziges Eckfenster verfügt, das zum Hof hinausgeht und daher, vor allem in den unteren Stockwerken, wenig Licht spendet. Das Berliner Zimmer existiert vor allem in der namensgebenden Stadt, fand jedoch über die Nachahmung des Berliner Grundrisses vereinzelt auch Eingang in weitere deutsche Städte, insbesondere im Osten, Norden und Westen Deutschlands.

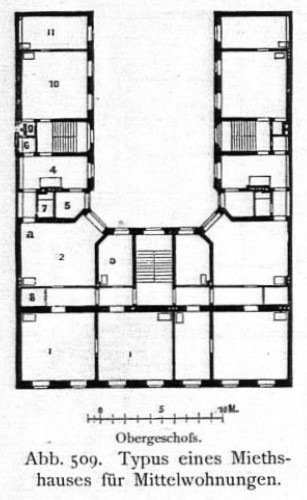
Legende siehe [https://digital.zlb.de/viewer/image/16337878/843/LOG_0044/ Berlin und seine Bauten 2/3, 1896, S. 205

Das Berliner Zimmer ist eine Besonderheit des Berliner Wohnungsbaus ab Mitte des 19. Jahrhunderts bis zum Verbot der Hinterhofbebauung im Jahr 1925. Durch die Verdichtung des Stadtraums rückten die im Hofbereich befindlichen Wirtschaftsgebäude allmählich näher an die Vorderhäuser heran und wurden aufgestockt, um mehr Wohnraum zu schaffen. Um dem Bedarf nach größeren Wohnungen gerecht zu werden, wurde das Vorderhaus mit dem Seitenflügel verbunden, wobei das Berliner Zimmer als Gelenkraum entstand. Die massenhafte Verbreitung des Berliner Zimmers kann auf eine von Gustav Assmann veröffentlichte Grundrisssammlung zurückgeführt werden. Die Pläne wurden von Baumeistern in Berlin und anderen preußischen Städten, zum Beispiel Magdeburg, Cottbus und Stettin, vielfach als Vorlage genutzt. 
Die Funktion des Berliner Zimmers war meist unbestimmt. „Es diente in vornehmeren Familien als Esszimmer, als Musik- oder Bibliothekszimmer. Waren die Wohnverhältnisse enger […], bildete es zuweilen Wohn- und Arbeitszimmer von Heimwerkern in einem.“ In den hinteren Räumen befand sich in der Regel der lange Korridor mit dem Entréekasten, auf dem angezeigt wurde, ob an der Vorder- oder Lieferantentür geklingelt wurde oder von der „Herrschaft“ aus den Wohnräumen im Vorderbereich. Neben dem Flur waren die Küche, die Toilette (soweit nicht separat im hinteren Treppenhaus) und die Dienstbotenkammern.
Friedrich Engels, der 1893 den Arbeiterführer Wilhelm Liebknecht in der Kantstraße besucht hatte, schrieb in einem Brief: „Hier in Berlin hat man das ‚Berliner Zimmer‘ erfunden, mit kaum einer Spur von Fenster, und darin verbringen die Berliner den größten Teil ihrer Zeit. Nach vorn hinaus gehen das Eßzimmer (die gute Stube, die nur bei großen Anlässen benutzt wird) und der Salon (noch vornehmer und noch seltener benutzt), die Schlafzimmer nach dem Hof.“ Das Berliner Zimmer missfiel Engels sehr: „diese in der ganzen anderen übrigen Welt unmögliche Herberge der Finsternis, der stickigen Luft, & des sich darin behaglich fühlenden Berliner Philistertums. Dank schönstens!“